# Hans-Reinhard Scheu
Hans-Reinhard Scheu (* 2. August 1941 in Wiesbaden) ist ein ehemaliger Hörfunkreporter und Fernsehmoderator.

## Leben
Scheus Vater ist der Mainzer Fastnachter Willi Scheu. Hans-Reinhard Scheu studierte Volkswirtschaftslehre in Mainz. Hier schloss er sich dem Corps Hassia-Gießen zu Mainz an. Nebenbei arbeitete er bereits für den Südwestfunk als freier Mitarbeiter, bevor er 1971 als Sportreporter beim SWF in Baden-Baden festangestellt wurde. Bekannt wurde er durch seine Tätigkeit als Hörfunkreporter von Spielen der Fußball-Bundesliga. Er berichtete aber unter anderem auch von Tischtennis-Spielen, dem Skisport und der Formel 1 im Radio.
Für das Südwest-Fernsehen moderierte er die Sendung Sport unter der Lupe und berichtete von Weltmeisterschaften und den Olympischen Spielen.
Hans-Reinhard Scheu war Sport-Chefreporter beim SWR, bis er 2005 seine Tätigkeit beendete und in den Ruhestand ging. Heute fungiert er unter anderem als Vorsitzender des Sportjournalisten-Vereins Baden-Pfalz.
Sein Sohn Achim Scheu ist ebenfalls Sportreporter.